# Erythrodiplax chromoptera
Erythrodiplax chromoptera är en trollsländeart som beskrevs av Borror 1942. Erythrodiplax chromoptera ingår i släktet Erythrodiplax och familjen segeltrollsländor. Inga underarter finns listade i Catalogue of Life.